# محمود أبو جازي
محمود أبو حجازي ممثل فلسطيني من مواليد قرية عرابة البطوف، حاصل على جائزة أفضل ممثل في مهرجان فالنسيا السينمائي الدولي، ضمن فيلم «جمر الحكاية» لمخرجه علي نصار.

## تعليمة
تخرج من المعهد العالي للتمثيل «خاتزيكو» في أثينا اليونان عام 1989.

## مسيرتة المهنية
بعد تخرجه عمل بالعديد من الإنتاجات اليونانية منها: «الملك أوديب»، «عرس الدم»، «هرقل والأسد»، «الصندوق الثالث عشر»، وأدى دور البطولة في فيلم «في انتظار صلاح الدين» من إخراج علي نصار، عضو مسرح «الجوال»، والمشارك في العديد من المسرحيات والأفلام العالمية، حيث حصل على جائزة أفضل ممثل في مهرجان فالنسيا السينمائي الدولي، ضمن فيلم «جمر الحكاية» لمخرجه علي نصار، وشارك في جولة عروض للمسرحية الجديدة «أفيجينيا». شارك في الفيلم السينمائي الروائي «عرباني» من تأليف وإخراج عدي عدوان، ومسرحية «كلهم أبنائي» من إخراج نسرين فاعور وإنتاج مسرح «الحنين» في الناصرة، بمشاركة كل من: لطف نويصر وحنان حلو وفاتن خوري.

## اعمالة[2]
- درب التبانات (1997)
- عالسكت (2005)
- (Whispering Embers (2005
- (Miral (2010
- الوعد - مسلسل (2011)
- عرباني (2013)
- فلسطين ستيريو (2013)
- (Under the Same Sun (2013
- (Mars at Sunrise (2014
- دكتور كراج - مسلسل (2018)
- ناطرين فرج لله (2019)